# 五室金花茶
五室金花茶（学名：Camellia aurea）是山茶科山茶属的植物。分布于越南谅山以及中国大陆的广西等地，见于石灰岩山地常绿林，目前尚未由人工引种栽培。